# Car, the garden
Car, the garden（韓語： 카더가든；1990年10月23日—)，本名为车正元（音譯），是韓國的創作歌手。2013年出道，原來藝名為Mayson The Soul（韓語：메이슨 더 소울），現時藝名來自姓氏車（Car），名字正元和庭園的韓文相同（Garden）。

## 活動經歷
2013年9月，以迷你專輯《Jackasoul》出道。
2019年1月，於《THE FAN》為歌迷會取名作「定員超過（정원초과）」，定員與正元的韓文相同，有超過制定人數的含義。
2019年3月，於THE FAN獲得第一名。THE FAN TOP5參賽者開始一年限定活動，3月2日參加聯合演唱會。之後將分別推出2張個人專輯，並製作聯合專輯，由FAVE娛樂相關的The Five文化產業專門會社負責經紀管理。

## 音樂作品

### 正規專輯
- 2015.03.24：《Photographer》
- 2017.12.12：《APARTMENT》
- 2019.10.23：《C》

### 迷你專輯
- 2013.09.30：《Jackasoul》
- 2021.01.28：《Absence》

### 單曲
- 2013.09.24：《Bus Stop》
- 2014.02.28：《Talk》
- 2014.06.25：《Gray》
- 2014.08.11：《6 To 9 (Feat. 로꼬)》
- 2014.12.03：《예쁜여자》
- 2015.02.24：《Somebody》
- 2016.05.09：《Little By Little》
- 2016.11.18：《Gimme Love》
- 2017.03.10：《Together》
- 2017.12.29：《015B Anthology Part.4》
- 2019.04.16：《TREE》
- 2019.06.18：《Memorize Our Night》

### OST
- 2017.09.24：《名不虛傳》 OST Part. 5 -《Dream Or Reality》
- 2017.10.22：《Yellow》 OST Part 3 - 《간단한 말》
- 2018.01.15：《Two Cops》 OST Part. 7 - 《Lie》
- 2018.05.12：《Secret Mother》 OST Part. 1 - 《Nothing》
- 2019.05.14：《初次見面我愛你》 OST Part. 4 - 《道歉的話（미안하다는 말）》
- 2019.12.07：《巧克力》 OST Part. 2 - 《Tree》 (巧克力 OST Ver.)
- 2021.01.07：《女神降臨》 OST Part. 3 - 《Happy Ending》
- 2021.03.13：《怪物》 OST Part. 3 - 《Empty》
- 2021.09.05：《海岸村恰恰恰》 OST Part 1 - 《Romantic Sunday》（原唱：JISLAND(제이아일랜드)）
- 2021.11.28：《現正分手中》 OST Part 6 - 《Stay》
- 2022.03.10：《三十九》 OST Part 4 - 《花語（꽃말）》
- 2022.06.26：《還魂》 OST Part 1 - 《Scars leave beautiful trace（상처는 아름다운 흔적이 되어）》

### 節目/翻唱
| 日期       | 節目名稱               | 歌名                            | 備註                 |
| ---------- | ---------------------- | ------------------------------- | -------------------- |
| 2020.02.01 | 柳喜烈的寫生簿         | Gather together (모여라)        | 原唱：Songgolmae     |
| 2020.02.15 | 柳喜烈的寫生簿         | I Need Nobody (아무도 필요없다) | 原唱：張基河與臉孔們 |
| 2021.04.10 | 不朽的名曲：傳說在歌唱 | 貓 (고양이)                     | 原唱：市人和村長     |
| 2021.07.13 | Begin Again Open Mic   | 仙人掌 (선인장)                 | 原唱：張才人         |
| 2021.07.20 | Begin Again Open Mic   | Little By Little                | 與鄭仁合唱版         |
| 2021.08.28 | 不朽的名曲：傳說在歌唱 | 上街/前進 (행진)                | 原唱：野菊花（樂團） |

### 韓國音樂著作權協會
| 姓名            | 登記名字                       | 登記編號 | 參與歌曲列表 |
| --------------- | ------------------------------ | -------- | ------------ |
| Car, The Garden | 메이슨더소울/ 차정원/ 카더가든 | 10005679 | [ 8 ]        |

## 影視作品
- 2014.08.22：KBS 2TV 《柳喜烈的寫生簿》
- 2017.04.15－2017.04.29：KBS 2TV 《柳喜烈的寫生簿》
- 2018.03.21－2018.06.06：Channel A 《給你宇宙》E1-10 [9][10][11]
- 2018.04.17－2018.05.01：Mnet 《Finding Heros: Geek Tour 덕후의 상상은 현실이 된다》 E1-3
- 2018.12.01－2019.03.29：SBS 《THE FAN》E1-13 （第一名）
- 2019.04.27－：MBC 《全知干預視角》E51-
- 2019.09.13－2019.09.15：tvN 《V-1》E1-E3
- 2019.10.23：tvN 《星期三是音樂節目》E4
- 2019.11.27：tvN 《星期三是音樂節目》E8
- 2023.10.20：Mnet《超大型卡拉OK生存VS》全集
- 2025.7.8-7.29：Netflix《[[母胎單身戀愛大作戰》全集

## 連結
Car, the garden
- Car, the garden（页面存档备份，存于）的Naver Cafe
- Car, the garden個人的Instagram帳戶
- Car, the garden官方的Instagram帳戶
- Car, the garden的Facebook專頁
- YouTube上的Car, the garden頻道

DooRooDooRoo Artist Company
- DRDR（页面存档备份，存于）的官方網頁
- DRDR的X（前Twitter）
- DRDR的Instagram帳戶
- DRDR的Facebook專頁
- YouTube上的DRDR頻道
- DRDR（页面存档备份，存于）的Vlive頻道

THE FAN TOP5
- THE FAN TOP5的X（前Twitter）
- THE FAN TOP5的Instagram帳戶